# Новая Дофиновка
Новая Дофиновка (укр. Нова Дофінівка) — село, расположенное на берегу Чёрного моря. Относится к Одесскому району Одесской области Украины. С 2020 года, наряду с сёлами Крыжановка, Лески, Александровка, Светлое, Вапнярка и Фонтанка, входит в Фонтанскую объединённую территориальную громаду (общину).
Население курорта по переписи 2001 года составляло 1344 человека. Почтовый индекс — 67572. Телефонный код — 4855. Занимает площадь 1,88 км². Код КОАТУУ — 5122783901.

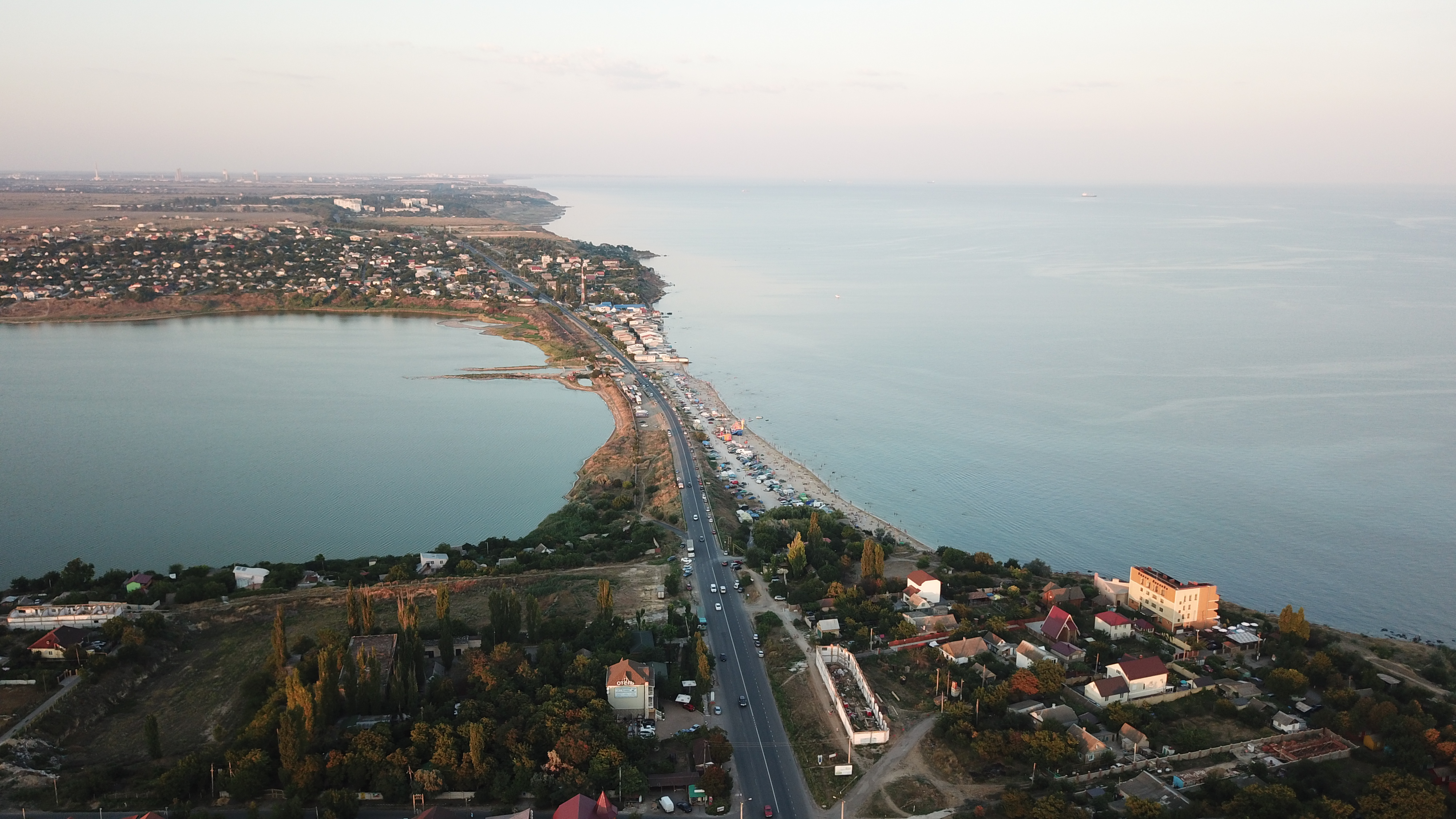
Новодофиновский пляж

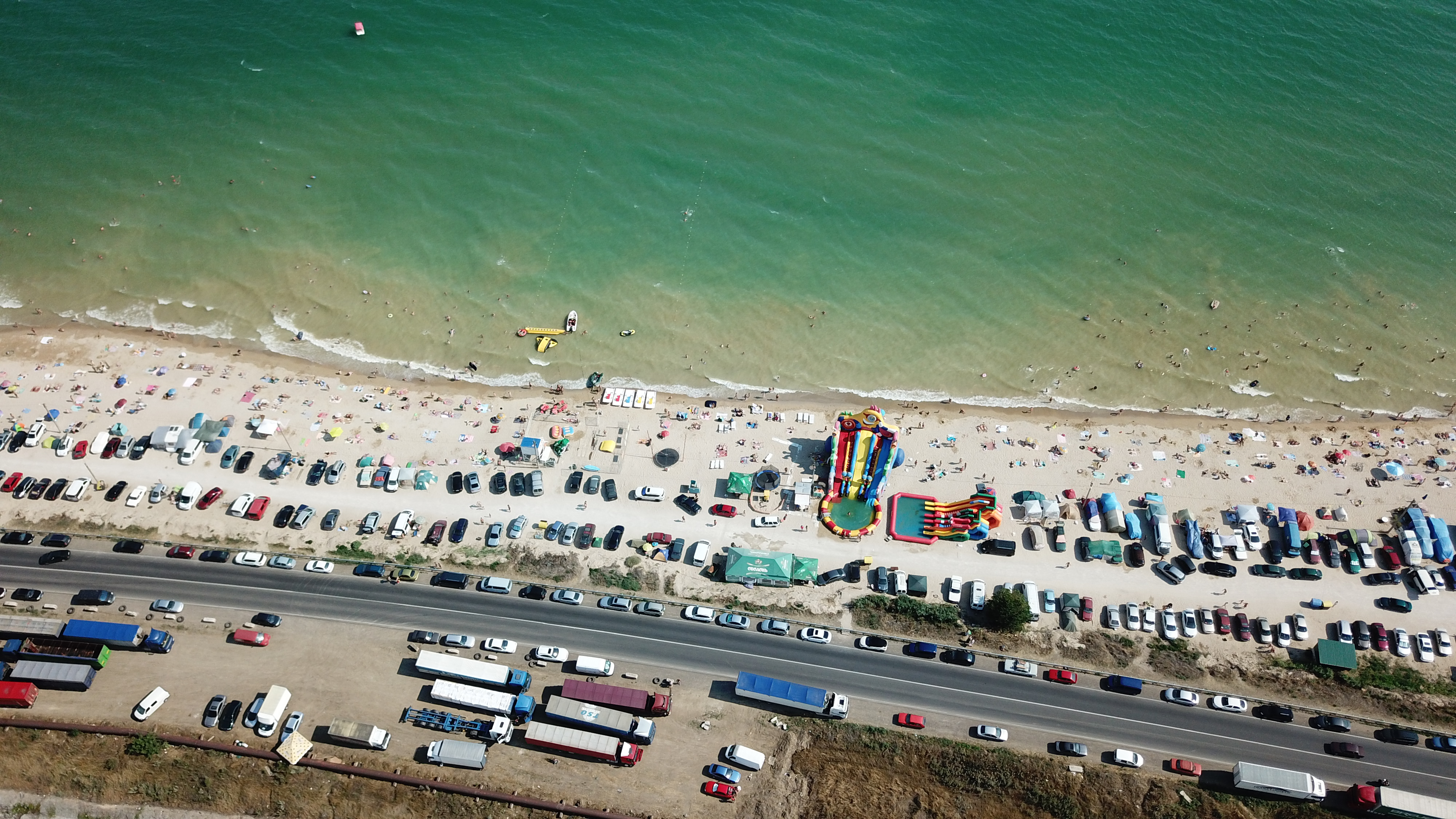
Новодофиновский пляж

## Местный совет
67572, Одесская обл., Одесский р-н, с. Новая Дофиновка, ул. Центральная, 54